# André Tassin
André Tassin (Arràs, 23 de febrer de 1902 - Reims, 12 de juliol de 1986) fou un futbolista francès de la dècada de 1930.
Fou cinc cops internacional amb la selecció francesa de futbol, amb la qual disputà la Copa del Món de futbol de 1930. Pel que fa a clubs, defensà els colors de Racing Club de France (1929-1934), Amiens SC (1934-1935) i Stade de Reims (1935-1936).